# Apocalypse (HolyHell)
Apocalypse è il primo EP del gruppo power metal HolyHell pubblicato nel 2007 dalla Magic Circle Music in CD.

## Il disco
L'EP contiene brani eseguiti dalla band durante il loro primo concerto (nel Magic Circle Festival 2007), tra cui la cover di Phantom of the Opera degli Iron Maiden, eseguita con il cantante dei Manowar Eric Adams.

## Tracce
1. Apocalypse – 4:06
2. Resurrection – 6:30
3. Phantom of Opera (live) – 6:12
4. Last Vision – 5:41

## Formazione
- Maria Breon - voce
- Eric Adams - voce (ospite nella traccia 3)
- Joe Stump - chitarra
- Tom Hess - chitarra
- Jay Rigney - basso
- Francisco Palomo - tastiere
- Rhino - batteria